# Coulommes-et-Marqueny
Coulommes-et-Marqueny is een gemeente in het Franse departement Ardennes (regio Grand Est) en telt 93 inwoners (2009). De plaats maakt deel uit van het arrondissement Vouziers.

## Geografie
De oppervlakte van Coulommes-et-Marqueny bedraagt 11,9 km², de bevolkingsdichtheid is dus 7,8 inwoners per km².
De onderstaande kaart toont de ligging van Coulommes-et-Marqueny met de belangrijkste infrastructuur en aangrenzende gemeenten.

## Demografie
Onderstaande figuur toont het verloop van het inwonertal (bron: INSEE-tellingen).

Vanwege een beveiligingsprobleem met de MediaWiki Graph-software is het momenteel niet mogelijk deze grafiek weer te geven. Zodra de software is bijgewerkt zal de grafiek vanzelf weer zichtbaar worden.